# Marino Marini
Marino Marini (Pistoia, 27. veljače 1901. – Viareggio, 6. kolovoza 1980.) bio je talijanski kipar i pedagog.

## Životopis
Pohađao je Accademia di Belle Arti u Firenci 1917. Iako nikada nije napustio slikarstvo, Marini se od oko 1922. primarno posvetio kiparstvu. Od tada je na njegov rad utjecala etruščanska umjetnost i kiparstvo Artura Martinija. Marini je naslijedio Martinija kao profesor na Scuola d'Arte di Villa Reale u Monzi, blizu Milana, 1929. godine, na kojem je položaju ostao do 1940. godine.
Tijekom tog razdoblja Marini je često putovao u Pariz, gdje se družio s Massimom Campiglijem, Giorgiom de Chiricom, Albertom Magnellijem i Filippom Tibertellijem de Pisisom. Godine 1936. preselio se u Tenero-Locarno, u kantonu Ticino, Švicarska; tijekom sljedećih nekoliko godina umjetnik je često posjećivao Zürich i Basel, gdje je postao prijatelj Alberta Giacomettija, Germaine Richier i Fritza Wotrube. Godine 1936. dobio je nagradu Kvadrijenala u Rimu. Godine 1938. oženio se s Mercedes Pedrazzini.
Godine 1940. prihvatio je mjesto profesora kiparstva na Accademia di Belle Arti di Breri (danas Akademija Brera) u Milanu. Njegovi poznati učenici uključuju kipara Parviza Tanavolija.  Godine 1943. otišao je u egzil u Švicarsku, izlažući u Baselu, Bernu i Zürichu. Godine 1946. umjetnik se trajno nastanio u Milanu.
Pokopan je u Cimitero Comunale u Pistoi, Toskana, Italija.

## Karijera
Sudjelovao je na izložbi 'Talijanska umjetnost dvadesetog stoljeća' u Muzeju moderne umjetnosti u New York Cityju 1944. Curt Valentin počeo je izlagati Marinijeve radove u svojoj galeriji Buchholz u New Yorku 1950., a tom je prilikom kipar posjetio grad i upoznao Jeana Arpa, Maxa Beckmanna, Alexandera Caldera, Lyonela Feiningera i Jacquesa Lipchitza. Na povratku u Europu svratio je u London, gdje je galerija u Hannoveru organizirala samostalnu izložbu njegovih radova, i tamo upoznao Henryja Moorea. Godine 1951. Marinijeva je izložba putovala od Kestner-Gesellschaft Hannover do Kunstvereina u Hamburgu i Haus der Kunst u Münchenu. Dobitnik je Velike nagrade za skulpturu na Venecijanskom bijenalu 1952. i nagrade Feltrinelli na Accademia dei Lincei u Rimu 1954. Jedna od njegovih monumentalnih skulptura postavljena je u Den Haagu 1959. 
Retrospektive Marinijeva rada održane su u Kunsthausu u Zürichu 1962. te u Palazzo Venezia u Rimu 1966. Njegove su slike po prvi put bile izložene u galeriji Toninelli Arte Moderna u Milanu 1963. – 1964. Godine 1973. otvorena je stalna postavka njegovih djela u Galleria d'Arte Moderna u Milanu, a 1978. Marini show je predstavljen u Nacionalnom muzeju moderne umjetnosti u Tokiju.
U Firenci postoji muzej posvećen njegovom radu u nekadašnjoj crkvi San Pancrazio.  Njegov se rad također može naći u muzejima kao što su Gradska galerija moderne umjetnosti u Milanu, zbirka Tate,  Anđeo grada u zbirci Peggy Guggenheim, Venecija,  muzej Norton Simon,  Museum de Fundatie  i Hirshhorn muzej i vrt skulptura u Washingtonu, D.C.

## Vanjske poveznice
- Museo Marino Marini, Piazza San Pancrazio, Florence, Italy